# بلقاء بهيجة
ملالوكا بهيجة (الاسم العلمي:Melaleuca venusta) هي نوع من النباتات تتبع جنس الملالوكا من فصيلة الآسية. تم وصف هذا النوع من النبات علمياً لأول مرة من قبل ليندلي ألان كرافن سنة 1999.